# Эгону, Паола
Паола Огечи Эгону (итал. Paola Ogechi Egonu; 18 декабря 1998, Читтаделла, провинция Падуя, область Венеция, Италия) — итальянская волейболистка, диагональная нападающая. Олимпийская чемпионка 2024, чемпионка Европы 2021.

## Биография
Паола Эгону родилась в Читтаделле в семье выходцев из Нигерии — Амброуза и Юнис Эгону.
Профессиональную карьеру начала в 2013 году в составе команды «Клуб Италия», являвшейся базовой для юниорской сборной страны. В 2017 заключила контракт с клубом из Новары, в составе которого становилась призёром чемпионатов Италии, обладателем Кубка и Суперкубка страны, а в 2019 выиграла Лигу чемпионов ЕКВ. В том же 2019 году перешла в команду «Имоко Воллей» из Конельяно, с которым побеждала как во внутренних соревнованиях (чемпионат, Кубок и Суперкубок Италии), так и в международных (Лига чемпионов и клубный чемпионат мира). Неоднократно признавалась лучшим игроком этих турниров. В сезоне-2021/22 стала самым ценным игроком чемпионата Италии. С 2023 — игрок ВК «Веро Воллей».
В 2014—2016 выступала за юниорскую и молодёжную сборные Италии, а в 2015 дебютировала в национальной сборной страны. Становилась чемпионом и призёром крупнейших международных соревнований. Регулярно получала призы лучшего игрока и входила в символические сборные на этих турнирах. В полуфинале чемпионата мира 2018 против сборной Китая показала фантастическую результативность, набрав 45 очков, во многом этим обеспечив своей сборной выход в финал турнира.
На чемпионате мира 2022 года в Нидерландах в составе сборной Италии Паола Эгону стала бронзовым призёром. Итальянки в полуфинале уступили Бразилии, но в матче за 3-е место победили команду США 3:0. По ходу турнира Эгону утверждала, что в её адрес болельщики выкрикивали расистские оскорбления, и даже пригрозила уйти из сборной из-за этого.
В 2024 году на Олимпийских играх в Париже выиграла «золото» Игр, признана самым ценным игроком (MVP) турнира и вошла в символическую сборную в качестве лучшей диагональной нападающей.

## Достижения

### Со сборными Италии
- Олимпийская чемпионка 2024.
- серебряный (2018) и бронзовый (2022) призёр чемпионатов мира.
- серебряный призёр Мирового Гран-при 2017.
- чемпионка Европы 2021;
  - бронзовый призёр чемпионата Европы 2019.
- 3-кратная чемпионка Лиги наций — 2022, 2024, 2025.
- бронзовый призёр молодёжного чемпионата мира 2015.
- чемпионка мира среди девушек 2015.

### С клубами
- двукратная чемпионка Италии — 2021, 2022;
  - 3-кратный серебряный (2018, 2019, 2025) и бронзовый (2024) призёр чемпионатов Италии.
- 5-кратный победитель розыгрышей Кубка Италии — 2018—2022;
  - двукратный серебряный призёр Кубка Италии — 2024, 2025.
- 4-кратный обладатель Суперкубка Италии — 2017, 2019—2021.

- 3-кратный победитель Лиги чемпионов ЕКВ — 2019, 2021, 2023;
  - двукратный серебряный призёр Лиги чемпионов ЕКВ — 2022, 2024;
  - бронзовый призёр Лиги чемпионов ЕКВ 2025.
- чемпионка мира среди клубных команд 2019;
  - двукратный серебряный (2021, 2022) и бронзовый (2024) призёр чемпионатов мира среди клубных команд.

### Индивидуальные
- 2015: MVP и лучшая доигровщица чемпионата мира среди девушек.
- 2018: MVP Кубка Италии.
- 2018: лучшая диагональная нападающая чемпионата мира.
- 2019: MVP Лиги чемпионов ЕКВ.
- 2019: MVP Суперкубка Италии.
- 2019: MVP клубного чемпионата мира.
- 2021: MVP Кубка Италии.
- 2021: MVP и лучшая диагональная нападающая чемпионата Италии.
- 2021: MVP Лиги чемпионов ЕКВ.
- 2021: MVP чемпионата Европы.
- 2021: игрок года Европы.
- 2022: MVP Лиги наций
- 2023: MVP Лиги чемпионов ЕКВ
- 2024: MVP Лиги наций
- 2024: MVP и лучшая диагональная нападающая Олимпийских игр
- 2025: лучшая диагональная нападающая Лиги чемпионов ЕКВ.
- 2025: лучшая диагональная нападающая Лиги наций